# Medaglie dei Campionati mondiali di ginnastica artistica - Corpo libero femminile
La finale femminile al corpo libero si è svolta ad ogni campionato dal 1950 quando, durante la dodicesima edizione, sono state aggiunte le finali di specialità.
Possono essere vinte tre medaglie: oro, argento e bronzo. Se avviene un pareggio, entrambe le ginnaste possono essere premiate, ma la posizione successiva (argento se c'è un pareggio al primo posto, bronzo se c'è un pareggio al secondo posto) viene lasciata vuota. Se tre ginnaste vengono premiate con l'oro, le altre due medaglie non vengono assegnate.
Atleta più medagliata: Simone Biles ( Stati Uniti)      

## Vincitrici
| Edizione | Sede         | Oro | Argento                       | Bronzo |
| -------- | ------------ | --- | ----------------------------- | --- |
| 1950     | Basilea      | Helena Rakoczy | Tereza Kočiš                  | Stefania Reindl |
| 1954     | Roma         | [[File: Flag of the Soviet Union (1936 – 1955).svg\|class=noviewer\| Unione Sovietica (bandiera)\|border\|20x16px]] Tamara Manina | Eva Bosáková                  | [[File: Flag of the Soviet Union (1936 – 1955).svg\|class=noviewer\| Unione Sovietica (bandiera)\|border\|20x16px]] Marija Gorochovskaja |
| 1958     | Mosca        | Eva Bosáková | Larisa Latynina               | Keiko Tanaka |
| 1962     | Praga        | Larisa Latynina | Irina Pervušina               | Věra Čáslavská |
| 1966     | Dortmund     | Natal'ja Kučinskaja | Věra Čáslavská                | Zinaida Družinina |
| 1970     | Lubiana      | Ljudmila Turiščeva | Ol'ga Karasëva                | Zinaida Voronina |
| 1974     | Varna        | Ljudmila Turiščeva | Ol'ga Korbut                  | Ėl'vira Saadi Rusudan Sikharulidze |
| 1978     | Strasburgo   | Nelli Kim Elena Muchina | —                             | Emilia Eberle Kathy Johnson |
| 1979     | Fort Worth   | Emilia Eberle | Nelli Kim                     | Melita Ruhn |
| 1981     | Mosca        | Natal'ja Il'enko | Elena Davydova                | Zoja Grănčarova |
| 1983     | Budapest     | Ecaterina Szabó | Ol'ga Mostepanova             | Borjana Stojanova |
| 1985     | Montréal     | Oksana Omel'jančik | Elena Šušunova                | Ulrike Klotz |
| 1987     | Rotterdam    | Daniela Silivaș Elena Šušunova | —                             | Aurelia Dobre |
| 1989     | Stoccarda    | Daniela Silivaș S'vjatlana Bahinskaja                                                                                             | —                             | Cristina Bontaș |
| 1991     | Indianapolis | Cristina Bontaș Oksana Čusovitina                                                                                                 | —                             | Kim Zmeskal |
| 1992     | Parigi       | Kim Zmeskal | Henrietta Ónodi               | Maria Neculiță Tetjana Lysenko |
| 1993     | Birmingham   | Shannon Miller | Gina Gogean                   | Natal'ja Bobrova |
| 1994     | Brisbane     | Dina Kočetkova | Lavinia Miloșovici            | Gina Gogean |
| 1995     | Sabae        | Gina Gogean | Ji Liya                       | Ludivine Furnon |
| 1996     | San Juan     | Kui Yuanyuan Gina Gogean | —                             | Ljubov Šeremeta Lavinia Miloșovici |
| 1997     | Losanna      | Gina Gogean | Svetlana Chorkina             | Elena Produnova |
| 1999     | Tientsin     | Andreea Răducan | Simona Amânar                 | Svetlana Chorkina |
| 2001     | Gand         | Andreea Răducan | Daniele Hypólito              | Svetlana Chorkina |
| 2002     | Debrecen     | Elena Gómez-Servera | Verona van de Leur            | Samantha Sheehan |
| 2003     | Anaheim      | Daiane Garcia-dos Santos | Cătălina Ponor                | Elena Gómez-Servera |
| 2005     | Melbourne    | Alicia Sacramone | Nastia Liukin                 | Suzanne Harmes |
| 2006     | Aarhus       | Cheng Fei | Jana Bieger                   | Vanessa Ferrari |
| 2007     | Stoccarda    | Shawn Johnson | Alicia Sacramone              | Cassy Vericel |
| 2009     | Londra       | Elizabeth Tweddle | Lauren Mitchell               | Sui Lu |
| 2010     | Rotterdam    | Lauren Mitchell | Alija Mustafina Diana Chelaru | — |
| 2011     | Tokyo        | Ksenija Afanas'eva | Sui Lu                        | Alexandra Raisman |
| 2013     | Anversa      | Simone Biles (15,000) | Vanessa Ferrari (14,633)      | Larisa Iordache (14,600) |
| 2014     | Nanning      | Simone Biles (15,333) | Larisa Iordache (14,800)      | Alija Mustafina (14,733) |
| 2015     | Glasgow      | Simone Biles (15,800) | Ksenija Afanas'eva (15,100)   | Maggie Nichols (15,000) |
| 2017     | Montreal     | Mai Murakami (14,233) | Jade Carey (14,200)           | Claudia Fragapane (13,933) |
| 2018     | Doha         | Simone Biles (14,933) | Morgan Hurd (13,933)          | Mai Murakami (13,866) |
| 2019     | Stoccarda    | Simone Biles (15,133) | Sunisa Lee (14,200)           | Angelina Mel'nikova (14,066) |
| 2021     | Kitakyushu   | Mai Murakami | Angelina Mel'nikova           | Leanne Wong |
| 2022     | Liverpool    | Jessica Gadirova | Jordan Chiles                 | Rebeca Andrade Jade Carey |
| 2023     | Anversa      | Simone Biles | Rebeca Andrade                | Flávia Saraiva |

## Medagliere
Aggiornato ai Campionati Mondiali 2023.
| Posiz. | Nazione                                                             | Oro | Argento | Bronzo | Totale |
| ------ | ------------------------------------------------------------------- | --- | ------- | ------ | ------ |
| 1      | Russia ( Unione Sovietica Comunità degli Stati Indipendenti) e RGF) | 14  | 12      | 12     | 38     |
| 2      | Stati Uniti                                                         | 10  | 7       | 7      | 24     |
| 3      | Romania                                                             | 10  | 6       | 8      | 24     |
| 4      | Cina                                                                | 2   | 2       | 1      | 5      |
| 5      | Giappone                                                            | 2   | -       | 2      | 4      |
| 6      | Regno Unito                                                         | 2   | -       | 1      | 3      |
| 7      | Brasile                                                             | 1   | 2       | 2      | 5      |
| 8      | Cecoslovacchia                                                      | 1   | 2       | 1      | 4      |
| 9      | Australia                                                           | 1   | 1       | -      | 2      |
| 10     | Polonia                                                             | 1   | -       | 1      | 2      |
| 10     | Spagna                                                              | 1   | -       | 1      | 2      |
| 12     | Italia                                                              | -   | 1       | 1      | 2      |
| 12     | Paesi Bassi                                                         | -   | 1       | 1      | 2      |
| 14     | Francia                                                             | -   | -       | 2      | 2      |
| 14     | Bulgaria                                                            | -   | -       | 2      | 2      |
| 16     | Jugoslavia                                                          | -   | 1       | -      | 1      |
| 16     | Ungheria                                                            | -   | 1       | -      | 1      |
| 18     | Germania ( Germania Ovest e Germania Est)                           | -   | -       | 1      | 1      |
| 18     | Ucraina                                                             | -   | -       | 1      | 1      |
| TOTALE | TOTALE                                                              | 39  | 30      | 37     | 105    |

## Collegamenti
- Federazione Internazionale Ginnastica, su fig-gymnastics.com.